# Jan Svatopluk Presl
Jan Svatopluk Presl (1791–1849) va ser un botànic originari de Bohèmia a Txèquia. Era germà del botànic Karel Bořivoj Presl (1794–1852). La Societat Botànica Txeca dona el nom de Preslia a la seva principal publicació (fundada el 1914). És l'autor de la nomenclatura en txec de diverses disciplines científiques, entre elles la química. Participà en l'establiment científic de la família asteràcia.
La seva signatura abreujada com botànic és J.Presl

## Obres
- O přirozenosti rostlin aneb rostlinář (1823–1835), tres volums en col·laboració amb el botànic Friedrich von Berchtold.[2]
- Flora Čechica (1819) en col·laboració amb el seu germà Karel Presl.[2]